# 一乃矢藤太郎
一乃矢 藤太郎（いちのや とうたろう、1937年6月30日 - 1977年4月19日）は、青森県南津軽郡田舎館村出身で春日野部屋に所属した大相撲力士。本名は須藤 良一（すどう りょういち）。最高位は西前頭4枚目（1962年3月場所）。現役時代の体格は173cm、86kg。得意手は右四つ、寄り。

## 来歴・人物
明治時代初期から中期にかけて活躍した、大関・一ノ矢藤太郎の曾孫。
同郷で、後に十両まで出世した栃ノ森（後、栃ノ関に改名）の実兄が角界入りの橋渡し役となり、地元の公田寺中学校を卒業後に春日野部屋へ入門した。
なお、入門のために故郷・青森を発つ際には、栃ノ森本人が迎えに来てくれたという。
初土俵は、1953年5月場所。同場所では番付外と新序でいずれも好成績を残したため、翌場所の番付では、序二段の地位に付け出された。当初の四股名は、本名と同じ「須藤」である。
なお、小学校・中学校時代の同級生には、後の横綱・栃ノ海（花田）がいた。
1957年3月場所より「須藤」から、曽祖父ゆかりの「一ノ矢」に改名。その後「一乃矢」へ改名し、1958年5月場所で新十両に昇進した。十両と幕下を2度往復する間に、自身より2年遅れて角界入りした花田改め栃ノ海が十両から幕内へと駆け上がり、かつての学友に出世で先を越された。
1961年7月場所にて新入幕を果たし、以後、1962年7月場所まで7場所連続で幕内にあった。
同年3月場所では、横綱・大関陣との対戦圏内に進出したが、2勝13敗と惨敗している。ただし2勝の内の1勝は、横綱・若乃花の最後の取組としての不戦勝。そしてもう1勝は、この場所限りで引退した元関脇・北の洋から得たものであり、奇しくも2人の名力士の現役最後を見届けた形となっている（北の洋とは千秋楽に戦っており、一乃矢は彼の現役最後の対戦相手ともなった）。
右四つからの寄りを得意とする相撲巧者であったが、小兵・軽量に加え必殺と言える決め技もなかったため、上位陣には通用しなかった。
十両陥落後は、再度「一ノ矢」に四股名を改めたものの幕内復帰はならず、曽祖父のように力士として大成することはできなかった。
現役晩年は幕下38枚目まで番付を落とし、1964年7月場所後、27歳で廃業。
廃業後は故郷・青森に戻り、弘前市内で「一乃矢食堂」を営んだ。
1977年4月19日、心筋梗塞により39歳の若さで逝去。
なお「一乃矢食堂」は、一乃矢の没後42年を経た現在も、弘南鉄道大鰐線の弘前学院大前駅（旧西弘前駅）の至近で営業を続けている。食堂内には、断髪式の時の写真が飾られている。

## 主な成績・記録
- 通算成績：317勝323敗2分9休 勝率.495
- 幕内成績：44勝61敗 勝率.419
- 現役在位：59場所
- 幕内在位：7場所

### 場所別成績
| | 一月場所 初場所（東京） | 三月場所 春場所（大阪） | 五月場所 夏場所（東京） | 七月場所 名古屋場所（愛知） | 九月場所 秋場所（東京） | 十一月場所 九州場所（福岡） |
| --- | ----------------------- | ----------------------- | ----------------------- | --------------------------- | ----------------------- | --------------------------- |
| 1953年 （昭和28年） | x                       | x                       | 新序 3–0                | x                           | 西序二段39枚目 5–3      | x                           |
| 1954年 （昭和29年） | 東序二段17枚目 5–3      | 東三段目59枚目 5–3      | 東三段目38枚目 3–5      | x                           | 西三段目41枚目 5–3      | x                           |
| 1955年 （昭和30年） | 東三段目30枚目 5–3      | 西三段目8枚目 4–4       | 西三段目3枚目 7–1       | x                           | 西幕下41枚目 5–3        | x                           |
| 1956年 （昭和31年） | 東幕下34枚目 4–4        | 東幕下33枚目 4–4        | 東幕下32枚目 5–3        | x                           | 東幕下24枚目 5–3        | x                           |
| 1957年 （昭和32年） | 西幕下18枚目 4–4        | 東幕下17枚目 5–3        | 東幕下12枚目 6–2        | x                           | 西幕下2枚目 4–4         | 東幕下2枚目 4–4             |
| 1958年 （昭和33年） | 西幕下3枚目 4–1–2 1引分 | 西幕下筆頭 6–2          | 東十両24枚目 8–7        | 西十両21枚目 2–6–7          | 西幕下3枚目 5–3         | 西幕下筆頭 4–4              |
| 1959年 （昭和34年） | 東幕下筆頭 5–3          | 東十両22枚目 8–7        | 西十両17枚目 7–8        | 西十両18枚目 7–8            | 西十両19枚目 3–12       | 東幕下4枚目 4–4             |
| 1960年 （昭和35年） | 東幕下5枚目 5–3         | 東幕下筆頭 5–3          | 西十両16枚目 10–5       | 西十両13枚目 6–9            | 東十両15枚目 8–7        | 西十両13枚目 8–7            |
| 1961年 （昭和36年） | 東十両10枚目 9–6        | 西十両4枚目 8–7         | 東十両2枚目 9–5 1引分   | 東前頭13枚目 8–7            | 西前頭7枚目 7–8         | 東前頭8枚目 7–8             |
| 1962年 （昭和37年） | 西前頭9枚目 9–6         | 西前頭4枚目 2–13        | 東前頭13枚目 6–9        | 西前頭15枚目 5–10           | 西十両3枚目 6–9         | 東十両6枚目 4–11            |
| 1963年 （昭和38年） | 西十両13枚目 8–7        | 東十両9枚目 6–9         | 東十両13枚目 9–6        | 西十両12枚目 5–10           | 西十両18枚目 2–13       | 西幕下9枚目 4–3             |
| 1964年 （昭和39年） | 東幕下4枚目 1–6         | 西幕下20枚目 1–6        | 東幕下38枚目 5–2        | 東幕下26枚目 引退 3–4–0     | x                       | x                           |
| 各欄の数字は、「勝ち-負け-休場」を示す。 優勝 引退 休場 十両 幕下 三賞：敢=敢闘賞、殊=殊勲賞、技=技能賞 その他：★=金星 番付階級：幕内 - 十両 - 幕下 - 三段目 - 序二段 - 序ノ口 幕内序列：横綱 - 大関 - 関脇 - 小結 - 前頭（「#数字」は各位内の序列） |                         |                         |                         |                             |                         |                             |

### 幕内対戦成績
| 力士名     | 勝数 | 負数 | 力士名 | 勝数 | 負数 | 力士名 | 勝数 | 負数 | 力士名       | 勝数 | 負数 |
| ---------- | ---- | ---- | ------ | ---- | ---- | ------ | ---- | ---- | ------------ | ---- | ---- |
| 青ノ里     | 0    | 3    | 朝ノ海 | 0    | 1    | 天津風 | 0    | 3    | 荒岐山       | 0    | 2    |
| 岩風       | 1    | 1    | 宇多川 | 2    | 3    | 追手山 | 0    | 1    | 岡ノ山       | 1    | 0    |
| 海山       | 1    | 0    | 北の洋 | 4    | 0    | 北葉山 | 0    | 1    | 君錦         | 3    | 1    |
| 清勢川     | 4    | 0    | 栗家山 | 0    | 1    | 琴ヶ濱 | 0    | 1    | 潮錦         | 0    | 1    |
| 新川(玉響) | 1    | 0    | 大鵬   | 0    | 1    | 玉嵐   | 0    | 1    | 鶴ヶ嶺       | 1    | 3    |
| 豊國       | 0    | 4    | 羽黒花 | 1    | 2    | 羽黒山 | 0    | 1    | 廣川         | 0    | 1    |
| 房錦       | 3    | 1    | 冨士錦 | 0    | 1    | 星甲   | 1    | 0    | 前田川       | 1    | 1    |
| 松登       | 2    | 1    | 宮柱   | 2    | 1    | 明武谷 | 0    | 1    | 豊山         | 0    | 2    |
| 芳野嶺     | 1    | 0    | 若駒   | 0    | 3    | 若杉山 | 0    | 1    | 若秩父       | 2    | 1    |
| 若天龍     | 2    | 1    | 若ノ海 | 3    | 2    | 若ノ國 | 2    | 3    | 若乃花(初代) | 1(1) | 0    |
| 若羽黒     | 0    | 1    | 若前田 | 1    | 4    | 若三杉 | 0    | 2    |              |      |      |

## 改名歴
- 須藤 良一（すどう りょういち、1953年9月場所-1957年1月場所）
- 一ノ矢 藤太郎（いちのや とうたろう、1957年3月場所-1958年1月場所・1963年7月場所-1963年9月場所）
- 一乃矢 藤太郎（いちのや -、1958年3月場所-1963年5月場所・1963年11月場所-1964年7月場所）